# Fabian Pok
Fabian Pok est un homme politique papou-néo-guinéen, notamment ministre de la Défense de 2012 à 2017. Impliqué dans de nombreuses affaires de pots de vin et autres actes d'enrichissement illégal, il n'est jamais arrêté.

## Biographie
Il obtient en 1987 une licence d'Économie à l'université de Papouasie-Nouvelle-Guinée, où il s'est par ailleurs formé à l'activisme étudiant, co-organisant une grève étudiante et empêchant l'accès aux locaux de l'université. Il poursuit ses études à l'université de Nouvelle-Angleterre en Australie, y obtenant un Master en comptabilité et gestion financière, puis un doctorat. 
Il est élu député sans étiquette de Wahgi-nord (en), un district des Hautes-Terres occidentales, aux élections législatives de 1997 - avec 13,9 % des voix face à vingt-quatre autres candidats. Il est ministre des Forêts dans le gouvernement de Bill Skate de juillet 1997 à avril 1998, puis ministre des Entreprises publiques et ministre des Communications jusqu'en juin 1999, date à laquelle il démissionne pour contribuer à la chute du gouvernement par une motion de censure. Il rejoint alors le parti Mouvement démocrate populaire du nouveau Premier ministre Mekere Morauta, qu'il a contribué à élire et qui le recompense en le nommant ministre des Terres et de l'Aménagement du territoire. En mars 2000 il devient ministre des Énergies et du Pétrole, et en octobre 2001 il est nommé ministre du Travail et de l'Emploi,.
Il est battu dans sa circonscription aux élections législatives de 2002, perdant donc son ministère, et une commission d'enquête conclut qu'il a accepté des pots de vin lorsqu'il était ministre des Terres, en échange desquels il a émis des directives illégales au profit d'une entreprise privée. En 2007, une commission d'enquête portant sur l'entreprise publique d'investissements du pays découvre qu'il avait aussi émis des directives illégales bénéficiant à une entreprise immobilière qui emploie son épouse, et une commission de l'ombudsman révèle qu'il a par ailleurs émis un directive illégale en tant que ministre des Forêts pour le bénéfice d'une entreprise privée.
Il échoue à retrouver un siège de député aux élections législatives de 2007, en raison du changement de mode de scrutin. Il recueille 24,8 % des voix dans sa circonscription, ce qui lui aurait permis d'être élu au scrutin uninominal majoritaire à un tour applicable jusque lors, mais au nouveau système de vote alternatif, il est devancé par un autre candidat. Peu après, la Cour national le reconnaît coupable d'abus de pouvoir commis lorsqu'il était ministre, et d'avoir brûlé avec l'aide de policiers armés des bulletins de vote lors des élections de 2007. La Cour ordonne son arrestation, mais la police n'obtempère pas.
Il redevient député aux élections législatives de 2012, et est nommé ministre de la Défense dans le gouvernement de Peter O'Neill. En 2017, la Cour nationale le reconnaît coupable d'avoir frauduleusement acheté une maison à l'entreprise publique du logement à un prix inférieur à celui du marché en usant de son statut de ministre de la Défense, et annule son titre de propriété,. Cette même année, il est accusé d'avoir trempé dans une affaire concernant principalement son collègue le ministre des Entreprises publiques, William Duma, accusé d'avoir acheté au nom du gouvernement une parcelle de terre lui appartenant à titre privé, et de s'être fait verser pour cela une somme bien plus élevée que la valeur réelle du terrain. Fabian Pok aurait facilité cette transaction illégale en échange d'un pot de vin, indiquant que le gouvernement avait besoin du terrain pour la construction d'une base navale (bien qu'il ne soit pas en bord de mer), voire aurait bénéficié directement de la vente de ce terrain. Les deux ministres démissionnent provisoirement, mais sont tous deux réélus députés aux élections de 2017 et Peter O'Neill les réintègre à son gouvernement. Fabian Pok, désormais membre du Parti des ressources unies, devient alors le ministre des Énergies et du Pétrole, et le Premier ministre O'Neill fait classer l'affaire, enterrant le dossier produit par une commission administrative,,,.
Le gouvernement O'Neill perd la confiance du Parlement en mai 2019 et doit démissionner ; Fabian Pok siège dès lors sur les bancs de l'opposition parlementaire. En novembre 2019 il est l'un des fondateurs du Parti travailliste unifié, qui se fait le parti du Congrès des syndicats de Papouasie-Nouvelle-Guinée. Il est battu dans sa circonscription aux élections de 2022.